# Jeux des petits États d'Europe 2023
Navigation
Monténégro 2019 Andorre 2025
Les Jeux des petits États d'Europe 2023, également connus comme les XIXe Jeux des petits États d'Europe ont lieu à Malte du 28 mai au 3 juin 2023.
L'édition 2023 devait initialement être les XXe jeux mais l'édition 2021 en Andorre a été annulée en raison de la pandémie de COVID-19.

## Pays participants
9 nations différentes participent à ces Jeux. Le nombre d'athlètes d'un pays est indiqué dans les parenthèses à côté du nom des pays.
- Andorre (69)
- Chypre (203)
- Islande (81)
- Liechtenstein (22)
- Luxembourg (141)
- Malte (226)  (Pays hôte)
- Monaco (108)
- Monténégro (62)
- Saint-Marin (55)

## Sports
Onze sports sont au programme de ces Jeux.
- Athlétisme
- Basket-ball
- Basket-ball 3x3
- Judo
- Tir
- Natation
- Rugby à sept
- Squash
- Tennis de table
- Tennis
- Voile

## Tableau des médailles
Légende
- Pays hôte

| Rang | Nation        | Or  | Argent | Bronze | Total |
| ---- | ------------- | --- | ------ | ------ | ----- |
| 1    | Malte         | 38  | 30     | 29     | 97    |
| 2    | Chypre        | 30  | 28     | 29     | 87    |
| 3    | Luxembourg    | 16  | 22     | 28     | 66    |
| 4    | Monaco        | 13  | 8      | 12     | 33    |
| 5    | Islande       | 11  | 13     | 18     | 42    |
| 6    | Saint-Marin   | 6   | 9      | 7      | 22    |
| 7    | Monténégro    | 5   | 6      | 8      | 19    |
| 8    | Andorre       | 4   | 7      | 10     | 21    |
| 9    | Liechtenstein | 2   | 2      | 5      | 9     |
|      | Total         | 125 | 125    | 146    | 396   |